# 12408 Fujioka
12408 Fujioka (1995 SP2) là một tiểu hành tinh được khám phá ngày 20 tháng 9 năm 1995 bởi Nakamura Akimasa ở Đài thiên văn Kuma Kogen. Tên của nó được đặt theo Fujioka Hiroshi, một diễn viên nổi tiếng ở Nhật Bản với vai diễn Hongo Takeshi trong Kamen Rider và các series tiếp theo.